# 3-тя бригада територіальної оборони (Польща)
3-тя Підкарпатська бригада територіальної оборони імені полковника Лукаша Чеплинського пс. «Плуг» (в/ч JW 4860) — військове з'єднання військ територіальної оборони Війська Польського.

## Структура
- штаб бригади, Ряшів
- 31 батальйон легкої піхоти, Ряшів
- 32 батальйон легкої піхоти, Нисько (JW 5445)
- 33 батальйон легкої піхоти, Дембиця
- 34 батальйон легкої піхоти, Ярослав
- 35 батальйон легкої піхоти, Сянік

## Командування
- полковник Аркадіуш Міколайчик[1]